# Гомер (Джорджія)
Гомер (англ. Homer) — місто (англ. town) в США, в окрузі Бенкс штату Джорджія. Населення — 1264 особи (2020).

## Географія
Гомер розташований за координатами 34°20′17″ пн. ш. 83°29′41″ зх. д. / 34.33806° пн. ш. 83.49472° зх. д. (34.337956, -83.494781).  За даними Бюро перепису населення США в 2010 році місто мало площу 25,05 км², з яких 24,95 км² — суходіл та 0,10 км² — водойми.

## Демографія
Згідно з переписом 2010 року, у місті мешкала 1141 особа в 435 домогосподарствах у складі 317 родин. Густота населення становила 46 осіб/км².  Було 518 помешкань (21/км²).
Расовий склад населення:
| - 92,2 % — білих - 3,9 % — чорних або афроамериканців - 0,8 % — корінних американців - 0,1 % — азіатів - 1,1 % — осіб інших рас |

До двох чи більше рас належало 1,8 %. Частка іспаномовних становила 3,4 % від усіх жителів.
За віковим діапазоном населення розподілялося таким чином: 27,3 % — особи молодші 18 років, 60,4 % — особи у віці 18—64 років, 12,3 % — особи у віці 65 років та старші. Медіана віку мешканця становила 35,9 року. На 100 осіб жіночої статі у місті припадало 101,9 чоловіків;  на 100 жінок у віці від 18 років та старших — 94,6 чоловіків також старших 18 років.
Середній дохід на одне домашнє господарство  становив 53 241 долар США (медіана — 40 446), а середній дохід на одну сім'ю — 61 861 долар (медіана — 53 333). Медіана доходів становила 36 618 доларів для чоловіків та 32 292 долари для жінок. За межею бідності перебувало 13,5 % осіб, у тому числі 16,3 % дітей у віці до 18 років та 5,0 % осіб у віці 65 років та старших.
Цивільне працевлаштоване населення становило 573 особи. Основні галузі зайнятості: освіта, охорона здоров'я та соціальна допомога — 25,8 %, роздрібна торгівля — 14,1 %, виробництво — 12,0 %, будівництво — 10,1 %.